# David Mejia
David Johan Mejía Crawford (Lima, Perú, 23 de agosto de 2003) es un futbolista peruano. Juega de centrocampista y su equipo actual es el Miami FC de la USL de los Estados Unidos.

## Trayectoria

### Atlanta United 2
Debutó profesionalmente por el Atlanta United 2 el 18 de julio de 2020 en el encuentro contra el Memphis 901 por la USL Championship. El 30 de julio del 2020 anotó su primer gol profesional ante el Miami FC en la victoria 4-3 de su equipo. El 3 de septiembre ingreso en el minuto 86 ante el Philadelphia Union II anotando un gol agónico para el 2-1 final de su equipo. El 24 de septiembre anotó un gol de cabeza en la victoria 5-3 ante los New York Red Bulls II. Su equipo quedó en el decimoquinto puesto con 12 puntos. Mejia anotó 3 goles y jugó 10 partidos. 
En la temporada 2021 debutó el 23 de mayo del 2021 ante el Memphis 901 FC donde ingreso en el minuto 74 por Connor Stanley en el empate 2-2 de su equipo. El 9 de agosto anotó su primer gol de la temporada ante el Indy Eleven donde su equipo ganó 6-2. El 12 de agosto anotó un gol importante ante el Oklahoma City Energy FC en el minuto 90 después de su ingreso en el minuto 84.
De cara a la temporada 2024, dejó Atlanta y firmó en el Miami FC.

## Estadísticas

### Clubes
Actualizado al último partido disputado el 31 de julio de 2022.
| Club                            | Div.          | Temporada     | Liga  | Liga  | Copas nacionales | Copas nacionales | Copas internacionales | Copas internacionales | Total | Total | Prom. |
| ------------------------------- | ------------- | ------------- | ----- | ----- | ---------------- | ---------------- | --------------------- | --------------------- | ----- | ----- | ----- |
| Club                            | Div.          | Temporada     | Part. | Goles | Part.            | Goles            | Part.                 | Goles                 | Part. | Goles |       |
| Atlanta United 2 Estados Unidos |               |               |       |       |                  |                  |                       |                       |       |       |       |
| 2.ª                             | 2020          | 10            | 3     | -     | -                | -                | -                     | 10                    | 3     | 0.30  |       |
| 2.ª                             | 2021          | 15            | 2     | -     | -                | -                | -                     | 15                    | 2     | 0.13  |       |
| 2.ª                             | 2022          | 21            | 0     | -     | -                | -                | -                     | 21                    | 0     | 0.00  |       |
| Total club                      | Total club    | 46            | 5     | 0     | 0                | 0                | 0                     | 46                    | 5     | 0.11  |       |
| Total carrera                   | Total carrera | Total carrera | 46    | 5     | 0                | 0                | 0                     | 0                     | 46    | 5     | 0.11  |